# Josef Kloimstein
Josef Kloimstein, né le 1er novembre 1929 et mort le 15 novembre 2012 à Steyregg, est un rameur d'aviron autrichien.

## Palmarès

### Jeux olympiques
- Melbourne 1956
  -  Médaille de bronze en deux sans barreur
- Rome 1960
  -  Médaille d'argent en deux sans barreur[1].
- Tokyo 1964
  - Huitième place